# Мотомия
Мотомия (яп. 本宮市 Мотомия-си) — город в Японии, находящийся в префектуре Фукусима. Площадь города составляет 87,94 км², население — 30 551 человек (1 августа 2014), плотность населения — 347,41 чел./км².

## Географическое положение
Город расположен на острове Хонсю в префектуре Фукусима региона Тохоку. С ним граничат города Корияма, Нихоммацу, посёлок Михару и село Отама.

## Население
Население города составляет 30 551 человек (1 августа 2014), а плотность — 347,41 чел./км². Изменение численности населения с 1980 по 2005 годы:
| 1980 | 27 732 чел. |  |
| 1985 | 28 531 чел. |  |
| 1990 | 29 144 чел. |  |
| 1995 | 30 682 чел. |  |
| 2000 | 31 541 чел. |  |
| 2005 | 31 367 чел. |  |

## Символика
Деревом города считается Euonymus hamiltonianus, цветком — пион древовидный, птицей — Cettia diphone.